# Бузун, Пётр Григорьевич
Пётр Григорьевич Бузун (1891 — 1943) — участник Белого движения на Юге России, первопоходник, командир Алексеевского пехотного полка, полковник.

## Биография
Из дворян. Уроженец Кубанской области. Образование получил в Кубанском Александровском реальном училище, где окончил курс.
В 1913 году окончил Алексеевское военное училище, откуда выпущен был подпоручиком в 149-й пехотный Черноморский полк, в рядах которого и вступил в Первую мировую войну. За боевые отличия был награждён несколькими орденами, в том числе орденом Св. Анны 4-й степени с надписью «за храбрость». Произведен в поручики 12 января 1916 года, в штабс-капитаны — 4 ноября того же года. 24 мая 1917 года переведен в 731-й пехотный Комаровский полк.
С началом Гражданской войны вступил в Добровольческую армию. Участвовал в 1-м Кубанском походе в Партизанском полку. С 31 марта 1918 года назначен командиром 2-го батальона названного полка. Участвовал во 2-м Кубанском походе, был ранен. С 10 декабря 1918 года назначен помощником командира Алексеевского полка, с июня 1919 года — командиром 1-го Алексеевского полка. С 13 ноября 1919 года произведен в капитаны, с 14 ноября того же года — в подполковники с переименованием в полковники. После Новороссийской эвакуации прибыл в Крым, где был назначен командиром восстановленного Алексеевского полка. В августе 1920 года участвовал в Кубанском десанте, был ранен и временно сдал командование полком. Галлиполиец.
В эмиграции в Югославии. В годы Второй мировой войны служил в Русском корпусе. С 11 декабря 1941 года назначен командиром 12-й роты 2-го полка (в чине гауптмана). На 8 мая 1943 года — командир сотни пополнения 1-го Казачьего полка. Убит 19 мая 1943 года в бою у местечка Вальево.
Жена полковника Бузуна Ванда Иосифовна вместе с ним участвовала в 1-м Кубанском походе, прошла всю Гражданскую войну в составе Алексеевского полка, однако в эмиграции ушла от супруга.
В 2008 году фотография Петра Григорьевича была использована в оформлении книги «Лебединая песнь» Ирины Головкиной и представляет главного героя романа князя Олега Дашкова.

## Награды
- Орден Святой Анны 4-й ст. с надписью «за храбрость» (ВП 10.01.1915)
- Орден Святого Станислава 3-й ст. с мечами и бантом (ВП 27.05.1915)
- Орден Святой Анны 3-й ст. с мечами и бантом (ВП 18.10.1915)
- Орден Святого Станислава 2-й ст. с мечами (ВП 26.07.1916)
- Орден Святой Анны 2-й ст. с мечами (ВП 19.10.1916)
- Знак 1-го Кубанского (Ледяного) похода
- старшинство в чине подпоручика с 6 августа 1911 года (ВП 11.01.1916)